# Polární pošta

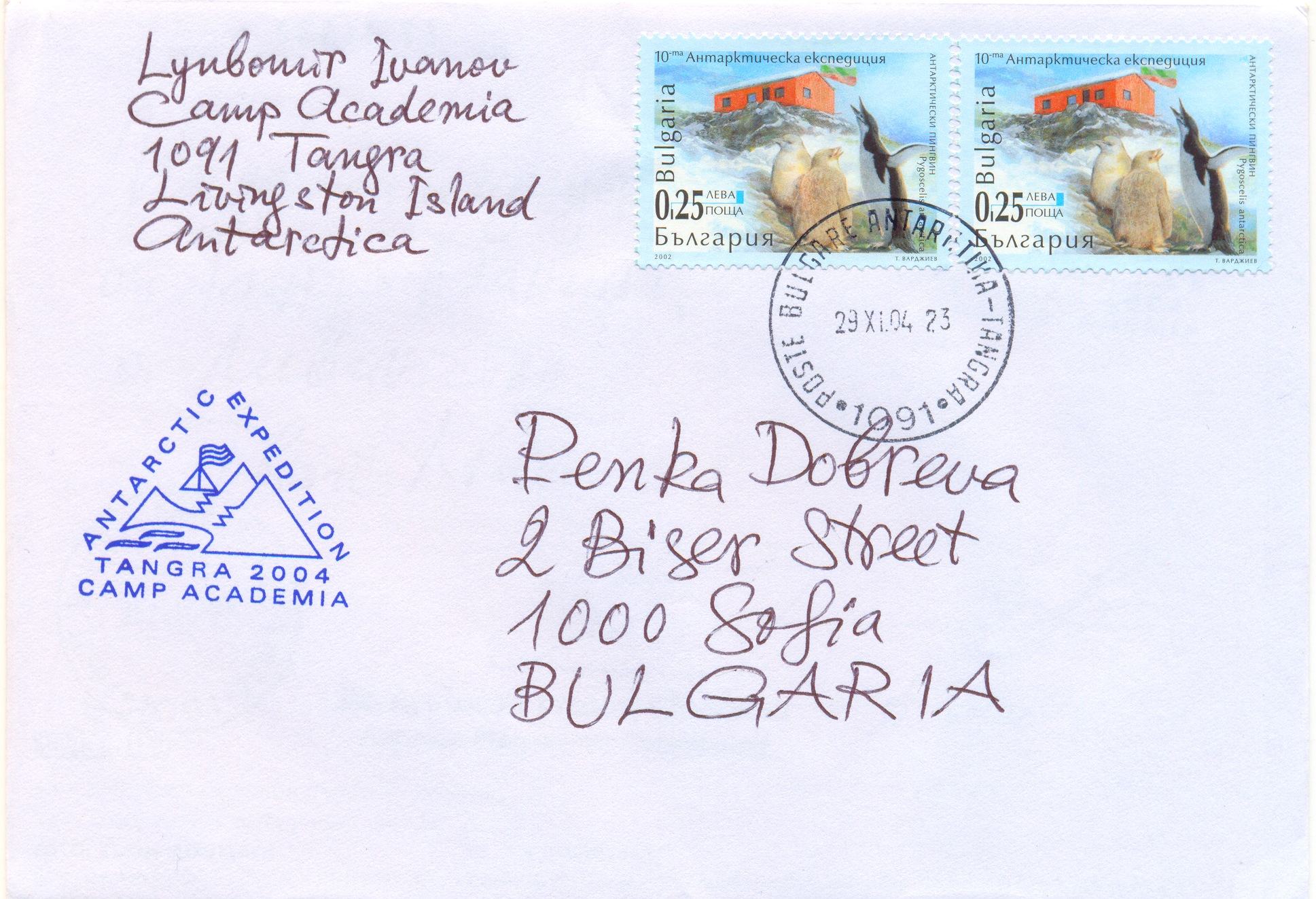
Pošta z jedné z expedic

Polární pošta je druh poštovní služby, zajišťující přepravu zásilek z dočasných i stálých polárních stanic v Antarktidě či Arktidě, případně na ostrovech za polárním kruhem.

## Formy služby
Zejména v první polovině 20. století byly zásilky na a z těchto stanic dopravovány s pomocí psů, sobů, holubů, později ledoborci, motorovými saněmi, vzducholoděmi a nejčastěji v posledním období letecky. Na Špicberkách byla první stálá pošta zřízena koncem 19. století.
V některých případech byly u velkých středisek zřizovány polární poštovní úřady, jindy zajišťovali službu vedoucí výprav, jmenovaní dočasně poštmistry.

## Filatelie
Zejména kvůli zájmu sběratelů – filatelistů mívají polární pošty či poštmistři ve výpravách svá poštovní razítka. Vypravované zásilky bývají opatřeny různými nálepkami a orazítkovány mnohdy několika druhy razítek. 

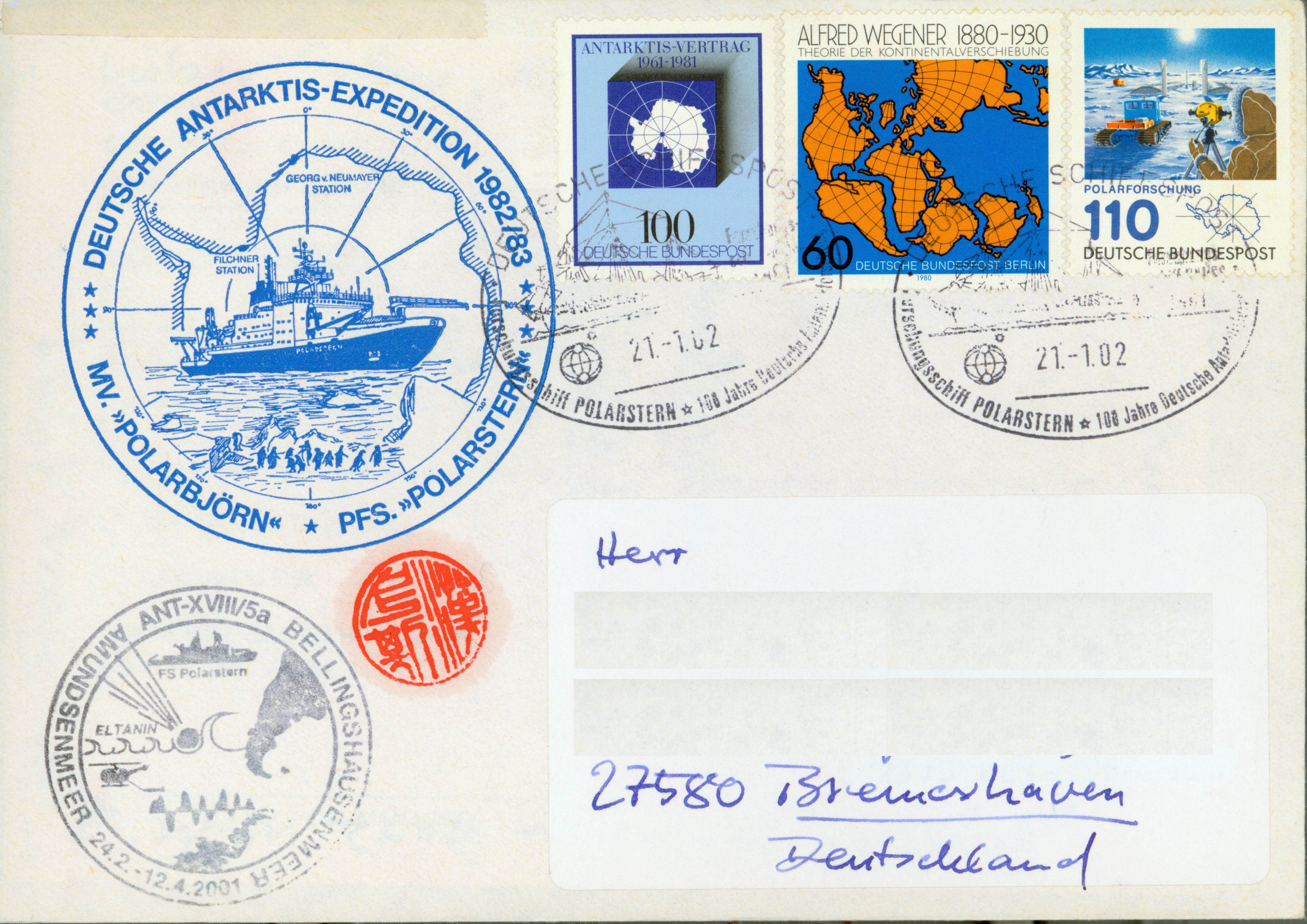
Polární pošta na známkách